# Y.M.C.A. (노래)
〈Y.M.C.A.〉는 미국의 디스코 그룹 빌리지 피플의 노래로, 세 번째 정규 앨범 《Cruisin'》의 수록곡이다. 빌보드 핫 100 2위와 영국 싱글 차트 1위를 한 곡이다. 미국 음반 산업 협회(RIAA) 인증 플래티넘 등급을, 영국 축음기 협회(BPI) 인증 플래티넘 등급을 받은 곡이다. 전 세계적으로 각기 스포츠 행사들에서 자주 쓰이는 노래 중 하나이다. 최근에는 도널드 트럼프 미국 대통령의 연설 이후 퇴장곡으로도 쓰인다.

## 판매 및 인증
| 국가                                                            | 인증        | 판매량/출하량 |
| --------------------------------------------------------------- | ----------- | ------------- |
| 벨기에                                                          | —           | 300,000       |
| 캐나다 (뮤직 캐나다)                                            | 2× 플래티넘 | 300,000^      |
| 프랑스 (SNEP)                                                   | 골드        | 1,450,000     |
| 독일 (BVMI)                                                     | 골드        | 500,000       |
| 이탈리아 (FIMI) sales since 2009                                | 골드        | 25,000        |
| Japan (RIAJ)                                                    |             | 302,000       |
| 네덜란드 (NVPI)                                                 | 플래티넘    | 250,000       |
| 영국 (BPI)                                                      | 플래티넘    | 1,500,000     |
| 미국 (RIAA)                                                     | 플래티넘    | 2,000,000^    |
| 요약                                                            |             |               |
| 전 세계                                                         | —           | 12,000,000    |
| ^출하량을 기반으로 한 인증 · 판매량+스트리밍을 기반으로 한 인증 |             |               |